# 수저계급론
수저계급론은 한 나라의 개인이 부모의 자산과 소득 수준에 따라 다른 사회경제 계층으로 분류될 수 있다는 생각을 말하며, 그 결과 한 개인의 인생에서 성공은 전적으로 부유한 가정에서 태어나는 것에 달려 있음을 의미한다. 이 용어는 2015년에 등장했으며, 대한민국의 온라인 커뮤니티에서 처음으로 널리 사용되었다. 김낙년 동국대 교수가 최근 내놓은 논문 ‘한국에서의 부와 상속’을 보면 상속·증여가 전체 자산 형성에 기여한 비중은 1980년대 연평균 27.0%에서 2000년대 42.0%로 크게 늘었다. 국민소득 대비 연간 상속액 비율도 80년대 연평균 5.0%에서 2010~2013년 8.2%로 증가했다. 개인이 노력해 버는 소득보다 물려받은 자산의 중요성이 점차 커지면서 수저 계급론이 현실화하고 있는 것이다. 토마 피케티 파리경제대 교수가 <21세기 자본>에서 경제성장률이 떨어지면서 노동을 통해 얻는 소득보다 과거의 축적된 부와 그로부터 얻는 수익이 점점 더 중요해지고 있다고 한 지적과 일맥상통한다.

## 어원
이 이론은 "은수저를 물고 태어나다.(Born with a silver spoon in one's mouth.)"라는 유명한 영문 관용구로부터 유래된 것으로 추정된다. 이는 '부유한 환경에서 태어나다', '행운을 쥐고 태어나다'라는 뜻이다. 과거 유럽의 귀족들은 은그릇을 자주 사용했고, 보모들이 은수저를 이용해 아이들에게 밥을 먹이는 등의 행동으로 집안의 재산을 알 수 있었다. 한국에서는 가족의 부를 기준으로 개인을 분류하기 위한 몇 가지 범주를 정립하기 위해 이 개념을 적용하였다.
이 단어는 1960년대를 전후로 대한민국에 고스란히 넘어와 대중이 쓰기 시작했다. 영미권의 관용구가 우리나라에 이처럼 널리 확산된 것은, 은수저에 대해 한국과 영어권의 관점이 일치하는 부분이 있었기 때문으로 보인다. 서양에서 은수저는 부귀, 특히 상속된 부를 상징하는 물건인데, 우리나라에서도 왕족 등 상류 계층에서 독살을 피하고자 은수저를 실제로 사용하였기 때문이다.
이처럼 원래는 오랜 기간동안 세계 도처에서 '은수저'가 부유함의 상징이었기 때문에 '금수저'라는 표현을 쓰는 경우는 없었으나, 세계구급 스포츠대회 등에서 '금은동'이 서열화되고 이것이 대중들의 의식 속에 자리하면서 자연히 은수저가 가진 부유의 상징도 금수저로 옮겨가게 되었다. 현대로 넘어오며 사람들의 관념 속에서 '금'이 '은' 보다 상위의 귀금속이란 인식이 널리 퍼지며 실제로는 금수저는 만들지도 않고 써먹지도 못하는데도 불구하고 개념적으로 금수저가 부유를 상징하는 단어가 되었다. 돌잔치에 조그마한 금수저를 선물하는 관행을 생각해보면 알 수 있다.
온라인 커뮤니티에서 수저 계급론이라는 말이 시작되었을 때 금수저, 은수저, 동수저 흙수저로 4가지 종류 최초로 제시되었으며, 이때는 금수저는 따라잡을 수 없는 부자. 동수저는 평범한 서민층을 의미하는 것이었다. 그러다가 온라인 게임에서 실력을 나타내는 등급의 명칭에 따라, 다이아몬드, 백금(플레티넘) 등등의 귀금속이 금수저 위의 상위 수저로 언급되기 시작했다.반대로 흙수저와 비슷하거나 하위의 계급수저로, 쇠(아이언), 플라스틱, 흙, 똥 등등의 재료가 모두 언급되었다. 쇠수저는 어느 집에서나 있기 때문에 평범한 가정을 쇠수저나 스테인리스 수저 정도로 놓는 것이 보통이며, 빈곤한 가정은 흙수저, 그보다도 더 떨어지는 가정은 똥수저로 부르는 것이 일반적이다.

## 수저 계급 분류 기준
수저계급에 대한 분류는 천차만별이다. 분류 기준은 부모가 자식을 뒷받침해주는 능력에 따라 결정되고, 그 능력치가 높으면 금수저, 낮으면 흙수저로 분류한다. 결과적으로 자식들 자체를 평가하는 기준이라기보다는 자식을 통해 그들의 부모를 평가하는 기준이 된다.
온라인 커뮤니티에서 발생한 수저 계급은 다음과 같이 식별되었다.
- 금수저 - 자산 20억 원 이상 혹은 가구 연 수입 2억원 이상.[10]

- 은수저 - 자산 5억 원 이상 가구 연 수입 5500만원 이상.[10]

- 흙수저 – 자산 5000만원 이하 혹은 가구 연 수입 2000만원 이하.[10]

또한 온라인 커뮤니티에서 ‘흙수저 빙고게임’도 유행하고 있다. 가로 다섯 칸, 세로 다섯 칸짜리 표에 흙수저에 해당하는 구체적인 가정환경이 쓰여 있다. ‘여름에 에어컨을 잘 안 틀거나 에어컨 자체가 없음’ ‘TV가 브라운관이거나 30인치 이하 평면TV’ 등 가재도구의 유무나 상태를 따지는 칸부터 ‘고기를 요리할 때 물에 넣고 끓이는 요리로 해 먹음’ ‘부모님이 정기 건강검진 안 받음’ 등 구체적인 생활양식이 기재돼 있는 칸까지 해당 사항도 다양하다.

## 대학 입시에서의 수저계급론
부모의 소득 수준에 따라, 자녀의 대학 입시 성적에도 영향을 미친다. 가구 소득이 높을수록 대학수학능력시험 성적도 높으며 그 배경에는 학부모의 경제력으로 뒷받침되는 사교육이 작용한다는 분석 결과가 나왔다.
경기도교육청과 경기도교육연구원 교육통계센터가 분석해 학교에 배부한 '통계로 보는 교육정책' 보고서에 따르면 월평균 가구소득에 따라 수능 3개 영역의 합산 점수가 최대 43.42점의 차이를 보였다.

한국교육개발원 한국교육종단연구 6차년도(2010년 당시 고3) 자료를 바탕으로 한 이번 분석에서 월평균 가구소득 125만 이하의 수험생은 언어 93.96점, 수리 91.16점, 외국어 90.76점이었으나 291만∼300만원은 언어 98.96점, 수리 97.69점, 외국어 96.74점이었다.
가구소득 581만원 이상은 언어 105.22점, 수리 105.59점, 외국어 108.49점으로 편차가 더 벌어졌다. 언어보다 외국어 영역의 편차가 심해 저소득과 고소득 가구 간 최대 17.73점차를 보였다.

JTBC에서 방영한 SKY 캐슬은 석조저택 단지 SKY 캐슬을 배경으로 대한민국 최상위 학부모들의 입시전쟁을 그려낸 드라마이다. 이 드라마에 대해 한국일보는 이 드라마가 표면상으론 입시전쟁을 다룬 사교육 문제를 꼬집는 듯 보이지만, 중상류층의 ‘계급 재생산 욕망'을 드러낸다고 평가하였다.
서울 주요대학이 핵심전형으로 운영하는 대입 수시 학생부종합전형을 폐지해야 한다는 교육시민단체 대표의 주장이 나왔다. 합격·불합격 이유를 알 수 없고 사교육 유발 효과가 크며 이른바 '있는 집' 자녀에게 유리한 불공정한 입시전형이라는 이유에서다. 그는 학생부종합전형 폐지 대안으로 대학수학능력시험 위주 정시전형 비중을 대폭 늘리고 수능 전 과목을 상대평가로 전환하는 것을 주장했다.

"학생들 사이에선 속칭 성골, 진골, 6두품이라는 입시 계급이 존재합니다. 고등학교 1학년 때 내신과 학교 내 교사와의 관계 등을 파악한 뒤 학생부종합전형(학종)·수시에 승산이 있다고 보는 학생은 성골, 대학수학능력시험·정시도 어느 정도 고려해야 하는 학생은 진골, 학종은 접고 무조건 수능·정시에만 올인해야 하는 학생은 6두품이 되는 거죠."(입시 전략 전문가 겸 교사 A씨) 2018학년도 서울 4년제 일반대학 신입생 8만3729명 중 재수 입학생(삼수 등 재수 이상도 포함)이 3만933명(36.94%)인 것으로 집계됐다. 역대 최다를 기록했던 2017학년도(2만9512명) 인원수를 다시 한번 갈아치운 수치다. 특히 2018년 재수 입학생 인원과 비율은 모두 수시전형이 대입에 처음 도입된 1997학년도 이래 가장 높은 수치를 나타냈다.

"학생들 사이에선 속칭 성골, 진골, 6두품이라는 입시 계급이 존재합니다. 고등학교 1학년 때 내신과 학교 내 교사와의 관계 등을 파악한 뒤 학생부종합전형(학종)·수시에 승산이 있다고 보는 학생은 성골, 대학수학능력시험·정시도 어느 정도 고려해야 하는 학생은 진골, 학종은 접고 무조건 수능·정시에만 올인해야 하는 학생은 6두품이 되는 거죠."(입시 전략 전문가 겸 교사 A씨) 2018학년도 서울 4년제 일반대학 신입생 8만3729명 중 재수 입학생(삼수 등 재수 이상도 포함)이 3만933명(36.94%)인 것으로 집계됐다. 역대 최다를 기록했던 2017학년도(2만9512명) 인원수를 다시 한번 갈아치운 수치다. 특히 2018년 재수 입학생 인원과 비율은 모두 수시전형이 대입에 처음 도입된 1997학년도 이래 가장 높은 수치를 나타냈다.
집안이 부유할수록 고학력자가 많으며 가난할 수록 저학력자가 많다는 사실도 통계청 조사로 발표되었다. 한편 엘리트 계층인 정치인, 기업가, 법조인과는 반대되게 꼴통 직종인 연예인, BJ의 경우 대부분 저학력자로 확인되었는데 이들은 기본적인 상식 조차 갖추지 않고 관종스러운 관심을 받으면서 더러운 행실과 추악한 추대를 일으켜 국민들의 공분을 산다.

## 통계
통계청이 26일 발표한 2015년 사회조사결과도 '수저계급론'을 웃어넘길 수 없게 만들고 있다. 조사에 따르면, 우리 사회에서 일생동안 노력을 한다면 본인세대에서 개인의 사회경제적 지위가 높아질 가능성이 '높다'고 생각하는 사람은 21.8%에 불과했다. 지난 2009년 35.7%였던 것과 대조된다.
통계청의 사회조사는 2년마다 이뤄지며 이번 조사는 지난 5월 전국 1만 8576가구의 만 13세 이상 가구원 3만 9000명을 대상으로 실시됐다. 
자신의 처지는 바꿀 수 없다고 생각해도, 자식 세대에서는 달라질 수 있다는 기대는 할 수 있지만, 이마저도 감소하고 있다. 자식세대에 가면 지위가 높아질 수 있는지에 대해서도 31.0%만 그렇다고 답해서 지난 2009년 조사 48.4%보다 급감했다.
또한 대한민국 국민의 79.7%는 자신의 사회경제적 지위가 중간 보다 낮은 '중하층' 수준으로 생각하는 것으로 분석됐다.
가구주의 소득, 직업, 교육, 재산 등을 고려한 사회경제적 지위애 대해 자신이 중간층 정도는 된다고 생각하는 사람들은 여전히 절반이 넘는 것으로 나타났다. 53.0%로 지난 2013년 조사보다 1.6%포인트 증가했다. 하지만 이들을 다시 나누면 자신이 중상층이라고 생각하는 사람은 전체의 17.9%, 중하층이라고 생각하는 사람은 35.1%여서 결국 중하층 이하라는 인식이 80%에 육박했다.

한국거래소에 따르면 지난해 9월 29일 종가기준으로 1억원 이상 주식을 보유한 미성년자가 110명이었다. 평가액이 무려 617억원인 중학생도 있었다. 2013∼2015년 3년간 1693명의 미성년자가 1인당 평균 1억2247만원의 배당소득을 올렸다는 자료도 있다. 2016년 말 기준 12세 이하 어린이가 보유한 계좌 중 잔액이 1억원이 넘는 계좌가 607개, 평균 잔액은 2억4000여만원이었다. 부의 원천은 부모 등의 상속과 증여다. 미국의 경제잡지 포브스에 따르면 지난해 우리나라 주식부자 중 상속형은 65.2%로 일본(30%) 미국(25%)에 비해 월등히 높다.
현대경제연구원이 8월 27일 발표한 ‘계층상승 사다리에 대한 국민인식 설문조사 결과’에 따르면 ‘열심히 노력해도 계층 상승 가능성이 낮다’고 생각하는 사람은 2013년 75.2%에서 2015년 81.0%로 나타났다. 총 5.8% 증가한 것이다. 또 부와 가난의 대물림이 심각한 편이라는 응답은 90.7%로 나타났고, 30대의 경우에는 94.2%가 그렇다고 대답했다. 이미 많은 국민들에게 ‘개천에서는 절대 용이 나올 수 없다’는 인식이 자리 잡고 있는 것이다.
영국 옥스퍼드대는 2018년 5월 23일(현지시간) 연간 입학통계 보고서를 발표했다. 경쟁 상대인 미국 아이비리그 대학들이 같은 통계를 진즉 공개해 외부 비판을 수용해온 것을 의식한 조치로 해석된다.
보고서에 따르면 지난해 입학한 학부생 3270명 중 유색인종은 446명으로 전체의 17.9%에 그쳤다. 2015년 통계에서 영국 대학 전체 학부 신입생의 유색인종 비율이 24.7%였던 데 비하면 평균에 한참 못 미치는 수치다. 아시아계가 206명으로 그나마 가장 많았다. 850년 넘는 역사 최초로 학부생 출신 배경에 대한 통계이었으며 이는 소수 백인 특권계층의 산실이라는 비판이 일정 부분 사실로 드러나는 결과라는 평가를 받았다. 옥스퍼드대 학내 언론 처월의 분석에 따르면 지난해 옥스퍼드에 가장 많은 진학생을 배출한 20개 영국 학교 중 17개가 개인이 학비를 부담하는 곳이었다. 나머지 세 곳은 상류층 자녀의 대입준비기관인 유명 중등학교(grammar school)였다. 상대적으로 부유한 잉글랜드 남부에서 기타 지역보다 많은 입학생이 들어왔다.

2014년 미국의 여론조사 전문기관인 퓨 리서치 센터(Pew Research Center)가 44개국 국민을 대상으로 '전 세계 태도 설문조사(Global Attitudes survey)' 결과를 발표했는데, 이 조사에서 대한민국 국민들은 '불평등이 제일 큰 위협'이라고 답한 바 있다.

## 비판적 분석
부모 재력에 따라 장래가 결정되고 그렇게 형성된 불평등이 그대로 대물림된다면 한국 사회는 새로운 계급사회로 진입하고 있는 것이 틀림없다. 물려받은 게 거의 없는 흙수저는 아무리 노력해도 그 상태를 벗어나기 힘들다는 사실은 한국이 신계급사회임을 말해준다. 흙수저와 함께 새로 등장한 '노오-력'은 아무리 힘을 써도 상위 계급으로 올라갈 수 없는 절망 사회를 비꼬는 단어이다. 연애·결혼·출산을 포기하는 ‘3포 세대’에 집·인간관계를 더한 ‘5포 세대’가 등장했고, 무한대로 포기한다는 ‘N포 세대’라는 용어까지 등장했다.
가난한 집안에 태어났더라도 열심히 노력하면 잘살 수 있으리라는 희망은 점차 사그라지고 있다. 한국경제연구원은 대학교 이상 고학력자이면서 남성인 청년층 체감실업률이 올해 1~8월 27.9%로 공식 실업률의 3배에 육박한다고 밝혔다. 어렵게 취업해도 일자리 질은 나쁘다. 한국노동연구원 자료를 보면 지난 3월 기준 청년층 비정규직 비중은 33.1%에 이른다. 취업자의 80%는 상대적으로 임금이 낮은 서비스 직종에 종사한다. 저소득층 가구 자녀는 상위권 대학 진학 비중이 낮고, 고임금의 질 좋은 일자리에 취직할 가능성도 낮다는 조사결과도 있다.
부모의 사회경제적 배경에 따라 학력은 물론 취업에도 심각한 불평등이 발생하고 있다는 자조가 청년들 사이에 확산되고 있는 가운데, 실제 부모의 소득계층이 청년 세대 내 취업 격차를 초래하고 있음을 보여주는 통계가 나왔다. 일자리 개수를 늘리겠다는 수치 목표에 매달리기보다는 ‘나쁜 일자리’의 질을 높이는 청년고용 정책이 절실하다는 목소리가 높다.
15일 한겨레경제사회연구원과 서울시가 서울 은평구 서울혁신파크에서 개최한 ‘서울 희망일자리 포럼’에서 오호영 한국직업능력개발원 연구위원이 발표한 ‘청년층 취업난의 원인과 정책과제’ 보고서를 보면, 저소득층 가구의 자녀들은 상위권 대학 진학 비중이 고소득층에 견줘 현저히 낮았다. 이에 따라 높은 임금을 받는 ‘선망 일자리’에 취직할 가능성도 낮은 것으로 조사됐다.
북한의 대외용 선전매체인 ‘조선의 오늘’은 ‘한 편의 영화가 시사해주는 것은’ 제목의 기사에서 영화 ‘기생충’ 실명을 거론하며 “남조선에서 인기를 끌고 있는 한 편의 영화는 사람들에게 자본주의 제도야말로 부익부, 빈익빈의 악성종양을 안고 있는 썩고 병든 사회이며 앞날에 대한 희망도 미래도 없는 사회라는 것을 다시금 똑똑히 깨닫게 하고 있다”고 했다. 또한 기사는“현재 남조선에서는 자본주의 사회의 반인민성과 날로 심화하는 극심한 경제위기로 하여 전체 주민의 16.5%가 절대 빈곤층으로 전락했고 부유층과 빈곤층 사이의 소득격차는 무려 59배로 늘어났으며 부와 가난의 대물림으로 ‘금수저’ ‘흙수저’라는 말이 유행해 사회 양극화와 빈부 차이가 극도에 달하고 있다”라고 주장했다.
2012년 CEA 위원장이던 故 앨런 크루거 교수는 '대통령의 경제보고서'에서 '위대한 개츠비 곡선' 개념을 소개했다. 가난한 농부의 아들로 태어나 부자가 된 청년 개츠비를 주인공으로 한 소설 '위대한 개츠비'에서 연유한 '위대한 개츠비 곡선'은 소득 불평등이 커질수록 세대 간 계층 이동성이 작아진다는 것을 보여주는 곡선이다. 이 이론은 부자와 가난한 자들의 격차가 클수록 부모의 소득·지위를 자녀가 세습할 가능성이 커진다는 이른바 금수저, 흙수저 논쟁의 토대가 되는 발자취로 평가받고 있다. 이 밖에도 크루거 교수는 1993년 최저임금 인상에도 불구하고 일자리가 줄지 않았던 뉴저지의 패스트푸드 레스토랑 사례를 이용해 최저임금 인상이 곧 일자리 손실로 이어지는 것은 아니라는 주장을 내놨다. 상위 대학 입학이 다른 가정보다 통상적으로 흑인, 히스패닉 가정과 저학력 배경의 가정에 더 혜택이 된다는 결론을 내리기도 했다.
이명박 정부에서 기획재정부 장관을 지낸 박재완 성균관대 행정학과 교수는 8일 서울 여의도 전국경제인연합회 콘퍼런스센터에서 열린 한국경제연구원(한경연) 주최 ‘사회 이동성에 대한 진단과 대안 모색: 흙수저는 금수저가 될 수 없는가’ 세미나에서 “수저론이 대두된 원인은 경제적 격차보다 청년 취업난과 학력·사회적 지위의 대물림 강화, 자격·면허 등 정부규제와 이에 편승한 기득권, 비교·쏠림 현상과 상대적 박탈감, 열악한 사회자본 등을 꼽을 수 있다”고 주장했다. 또한 박 교수는 “수저론을 완화하려면 청년 일자리 창출이 절실한데, 그 지름길은 경제자유화를 위한 구조개혁”이라며 “선진국의 사례를 보면 구조개혁은 일자리를 늘릴 뿐 아니라 저소득층에도 도움이 되고 있다”고 밝혔다.

## 반론
2020년 발표된 정인관, 최성수, 황선재, 최율의 논문에 따르면, 한국사회의 세대 간 사회이동 및 교육기회의 이동성 추세에 관한 최근 연구들을
종합적으로 검토해봄으로써 실제로 한국에서 기회의 불평등이 강화됐는지에 대한 해답을 탐색해본 결과는 다음과 같다. 첫째, 직업의 세대 간 상관성의 경우 그것이 최근 출생 코호트로 오면서 증가했다는 경험적 증거는 찾아보기 어렵다. 둘째, 한국에서 교육기회의 불평등이 증가했다는 뚜렷한 증거 역시 발견하기 어려웠다.
2021년 출간된 박현준의 저서에 따르면, 부모가 비화이트칼라인 계층은 자녀가 화이트칼라로 상승 이동하는 확률이 최근까지 계속 높아졌다. 80년대 출생자가 그 전 연도 출생자보다 상승이동률 증가가 주춤하지만 여전히 과거보다 높은 상승 이동률을 기록 중이다. 그런데 화이트칼라 출신 부모를 둔, 즉 중산층 출신이 비화이트칼라로 하강하는 확률을 보면 1980년대생에서 하강 이동율이 급증한다. 1980년대 출생자의 변화가 상당히 커서 추후 다른 데이터로 추가로 확인할 필요가 있지만, 이 결과는 한국에서 무너진 계층사다리는 밑에서 올라가는 사다리가 아니라 사다리 위에서 발을 헛디뎌 떨어지는 확률이 높아진 것을 의미한다. 계층이동이 낮아서 문제가 아니라 오히려 전반적인 사회이동이 활발해지면서 중상위 계층 출신 자녀들이 중상위 계층을 유지하지 못하는 확률이 높아진 것이다. 박현준은 한국에서 구조적 변화를 통제한 상대적 계층이동, 즉 부모 세대의 계층 랭킹이 자녀 세대의 계층 랭킹을 결정하는 정도는 지속적으로 낮아져 왔음을 여러 통계로 보여준다.

## 같이 보기
- 숟가락 이론(영어판)
- 숟가락 구부리기(영어판)
- 사회계층
- 빈곤
- 기생충
- 사회 양극화